# Emil Hlinetzky
Georg Gustav Emil Hlinetzky (* 5. April 1913 in Frankfurt am Main; † 7. Januar 1943 bei Dimitrijewka, Sowjetunion) war ein deutscher Turner aus Frankfurt.

## Leben
Bei den deutschen Turnmeisterschaften 1938 in Karlsruhe zeigte er eine bemerkenswerte Übung am Seitpferd.
Ende März / Anfang April 1938 turnte er als Mitglied der Deutschlandriege auf einer Werbereise in Österreich im Zuge des Anschlusses Österreichs an das nationalsozialistische Deutsche Reich. Auf dieser Reise waren 36 deutsche Spitzenturner in zwei Deutschlandriegen versammelt worden.
Im Länderkampf gegen Polen am 11. Dezember 1938 im Dresdner Zirkus Sarrasani belegte er einen 9. Platz in der Einzelwertung.
Im August 1939 gehörte er zur Reichskernmannschaft für die Olympischen Spiele in Tokio 1940.
Im März 1941 gehörte er in der Deutschen Mannschaftsmeisterschaft der Bereiche zur Mannschaft des Bereiches Südwest. Zu diesem Zeitpunkt war Hlinetzky Soldat der Wehrmacht. Er fiel im Januar 1943 an der Ostfront.